# Иодид сурьмы(III)

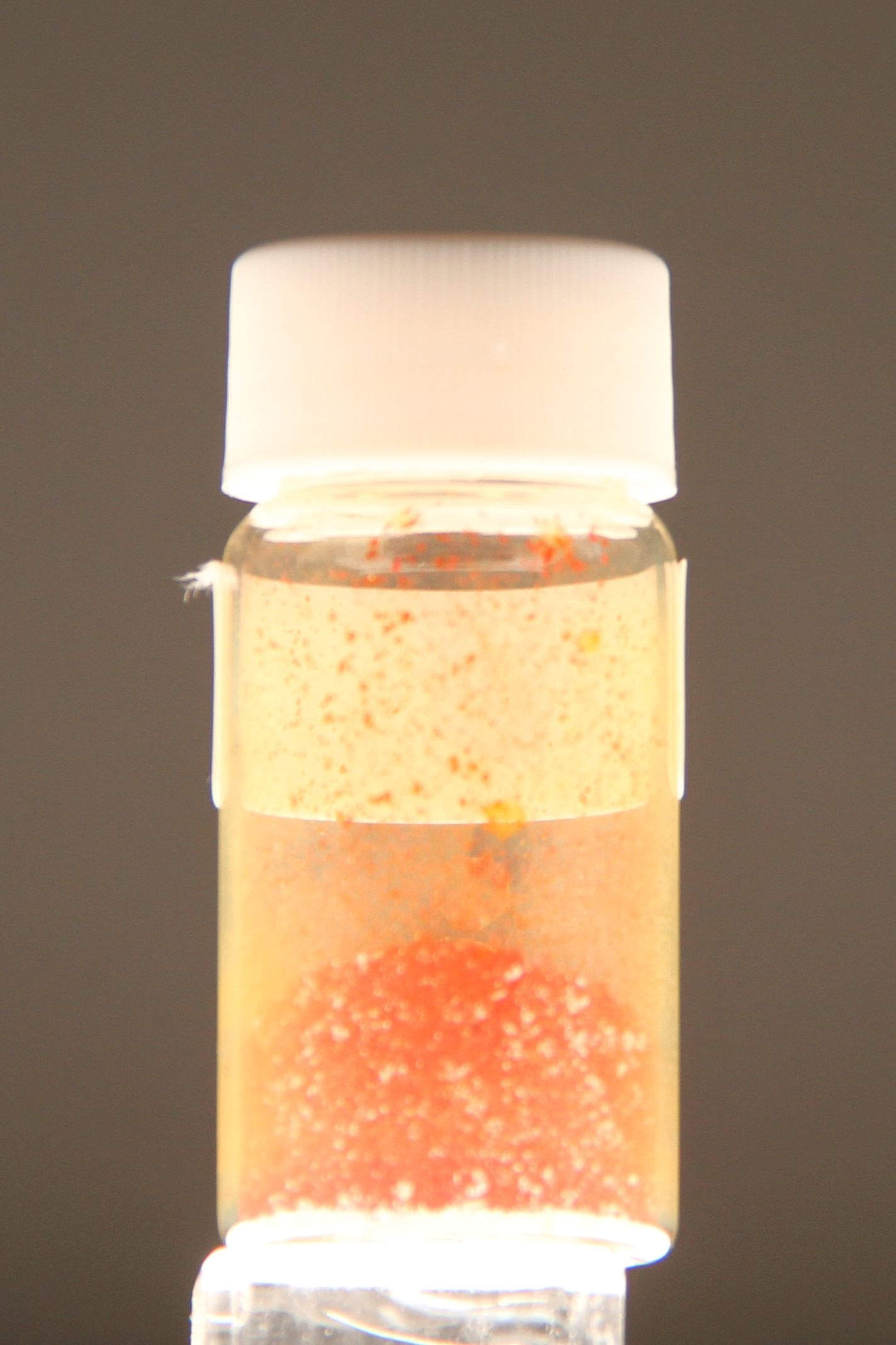
Иодид сурьмы(III) кристаллический

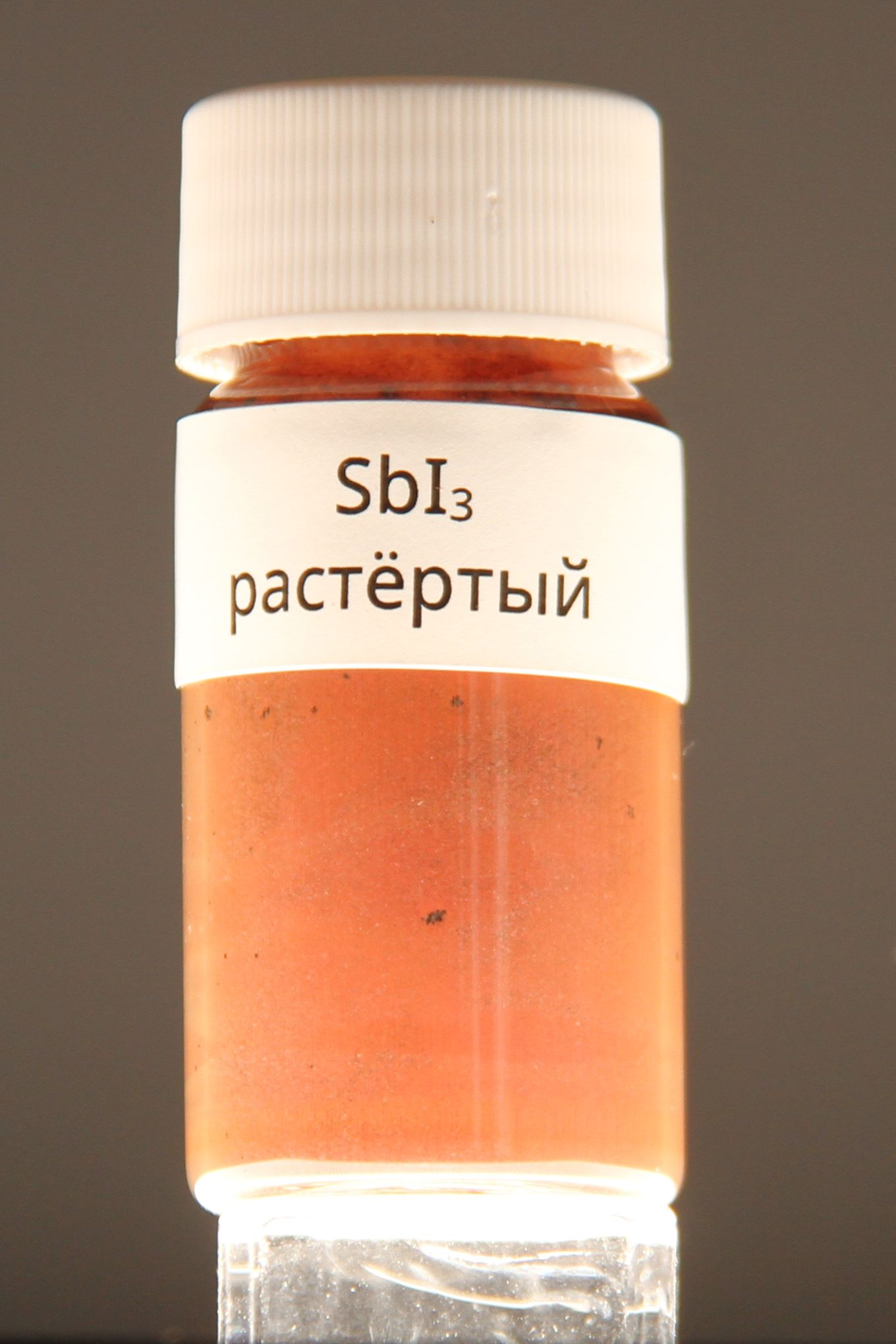
Иодид сурьмы(III) мелкодисперсный

Иодид сурьмы(III) — бинарное неорганическое соединение сурьмы и иода с формулой SbI3, тёмно-красные, бордовые кристаллы, реагируют с водой, ядовит.

## Получение
- Растворение металлической сурьмы в растворе иода в сероуглероде или тетрахлориде углерода:

{\displaystyle {\mathsf {2Sb+3I_{2}\ {\xrightarrow {}}\ 2SbI_{3}}}}
- Действием растворённым в ацетоне иодидом калия на сульфид или хлорид сурьмы:

{\displaystyle {\mathsf {Sb_{2}S_{3}+6KI\ {\xrightarrow {}}\ 2SbI_{3}+3K_{2}S}}}
{\displaystyle {\mathsf {SbCl_{3}+3KI\ {\xrightarrow {}}\ SbI_{3}+3KCl}}}

## Физические свойства
Иодид сурьмы(III) образует кристаллы трёх модификаций:
- красные гексагональные призмы, d = 5,01 г/см³, плавятся при 168°С, кипят при 401°С, пространственная группа R 3, параметры ячейки a = 0,748 нм, c = 2,089 нм, Z = 6.
- жёлтые ромбические кристаллы;
- зеленовато-жёлтые моноклинные призмы, d = 4,768 г/см³, плавятся при 172°С.

Реагируют с водой.
Растворяется в этаноле, ацетоне, сероуглероде, хлороводороде, бромоводороде, аммиаке, изопропиловом спирте.
Легко очищается возгонкой в инертной атмосфере или в вакууме.

## Химические свойства
- Гидролизуется водой до оранжевых, нерастворимых в воде, но растворимых в изопропиловом спирте, кристаллов (с основным продуктом в виде оксида-иодида сурьмы):

{\displaystyle {\mathsf {SbI_{3}\ {\xrightarrow[{-HI}]{H_{2}O}}\ SbOI,Sb_{4}O_{5}I_{2}}}}
- С иодоводородом в присутствии небольшого количества воды образует кристаллы тетраиодосурмянистой кислоты:

{\displaystyle {\mathsf {SbI_{3}+HI+5H_{2}O\ {\xrightarrow {}}\ H[SbI_{4}]\cdot 5H_{2}O}}}
- С иодидами щелочных металлов образует комплексные соли:

{\displaystyle {\mathsf {SbI_{3}+KI\ {\xrightarrow {}}\ K[SbI_{4}]}}}

## Физиологические свойства
Хроническое вдыхание субтоксических доз солей сурьмы вызывает интерстициальный пневмонит, внутриальвеолярные липоидные отложения, а также поражение печени и сердца.
Как и все остальные неорганические производные трёхвалентной сурьмы, иодид сурьмы(III) SbI3 ядовит.

## Применение
Трийодид сурьмы использовался в качестве легирующей примеси при изготовлении термоэлектрических материалов. 
Может применяться как малая добавка в составе комбинированной терапии при хронических формах бронхита и пневмонии.